# Паризька драма
«Паризька драма» (рос. «Парижская драма») — український радянський кольоровий повнометражний художній фільм 1983 року режисера Миколи Мащенка, створеного на кіностудії імені О. Довженка за мотивами новели Роберта Твохі «Паспорт для свободи» (Passport to Freedom/Robert Twohy).
Перша головна роль у кіно актриси Олени Бондарчук.

## Сюжет
Американський бізнесмен Френк Гаррет призначає негайну таємну зустріч службовцю своєї контори П'єру Данье. Він зізнається, що годину тому в пориві ревнощів убив свою коханку (танцівницю Алекс Рене), просить клерка взяти на себе відповідальність за злочин і обіцяє тому величезну винагороду. Свою неможливість сісти у в'язницю він пояснює солідним віком, особливим становищем у Франції, наявністю дружини і дорослих дітей. «А вам нема чого втрачати. Ви живете в паршивій норі, отримуєте жалюгідні гроші в моїй конторі, немає у вас ні рідних, ні близьких…».
 Безпомилковий розрахунок, зроблений на старіючого невдаху, не підвів бізнесмена — після деяких сумнівів, побожний Данье клянеться під склепінням храму зберегти таємницю, дає згоду, отримує аванс і виторговує собі гарантійного листа з визнанням самого Френка Гаррета в скоєному вбивстві.

За домовленістю, П'єр Данье з'являється в паризькій квартирі вбитої коханки бізнесмена — залишити свої відбитки на місці злочину і викликати поліцію. Блукаючи по кімнатах, він марить про майбутнє безбідне існування, будує плани і подумує про можливий шантаж Гаррета за допомогою листа.

Несподівано виявляється, що Алекс жива: вона прокинулася після сильного удару і прийшла до свідомості. Представившись їй лікарем, йому все ж доводиться зізнатися наполегливій господині про злочинну змову. Вперше в житті опинившись в суспільстві недосяжної прекрасної леді, Данье щасливий і, здається, готовий піти, забувши про обіцяну нагороду. Але Алекс поступово усвідомлює глибину і цинізм злочину. Подібно Данье, вона задумала шантаж колишнього коханого. Йдеться про космічну суму.
Перед Данье встає вибір і він робить його на користь свого виграшу в цій драмі та нещадно вбиває Алекс.

Здійснивши тим самим задум Гаррета.

## Ролі виконували
- Олена Бондарчук — Алекс Рене
- Коста Цонев — Френк Гаррет
- Гедімінас Гірдвайніс — П'єр Данье
- ? — Луїза, дівчинка в храмі

## Знімальна група
- Сценарій і постановка Миколи Мащенка
- Оператор-постановник: Геннадій Енгстрем
- Художник-постановник: Олексій Левченко
- Композитор: Яків Губанов
- Звукооператор: Володимир Сулімов
- Режисери: Микола Мокроусов, А. Вишневський
- Оператор: Віктор Атаманенко, асистенти оператора: Богдан Підгірний, А. Чубов
- Художник по костюмах: Марія Левитська
- Художник-гример: Василь Гаркавий
- Оператор комбінованих зйомок: Микола Шабаєв
- Монтажер: Олександра Голдабенко
- Майстер по світлу: Н. Руденко
- Державний симфонічний оркестр УРСР, диригент — Федір Глущенко
- Консультант: Т. Матвєєва
- Редактор: Інеса Размашкіна
- Директор: Петро Тарасов
- У фільмі використано пісню La Belle Histoire D'amour у виконанні Едіт Піаф і фрагменти з творів Габрієля Форе «Пробудження», «Концерта № 2 для фортепіано з оркестром» Сергія Рахманінова та ін.